# Antonio Alzamendi Casas
Antonio Alzamendi Casas (Durazno, 7 de juny de 1956) és un exfutbolista uruguaià, que ocupava la posició de davanter.
Va debutar amb el Wanderers de Durazno, i posteriorment va desenvolupar la seua carrera per l'Uruguai, Argentina, Mèxic i Espanya. Amb River Plate va imposar-se a la Copa Libertadores i a la Copa Intercontinental de 1986.
Amb el combinat nacional uruguaià va disputar el Mundial de 1986 i de 1990, tot marcant contra Alemanya Occidental en el primer d'ells.
El 2008 va esdevenir l'entrenador de l'Sport Ancash peruà.